# Mitsui Sumitomo Insurance
Mitsui Sumitomo Insurance — японська страхова компанія. Входить до кейрецу Sumitomo Group і Mitsui Group.

## Історія
Компанія в її сучасному вигляді утворилася в 2001 році шляхом злиття страхових активів материнських компаній.

## Компанія сьогодні
Mitsui Sumitomo Insurance є однією з найбільших страхових компаній в Японії, що займається усіма видами страхування, крім страхування життя.
З 2010 спільно з Japanese insurers Aioi Insurance і Nissay Dowa General Insurance входить до страхового холдингу MS & AD Insurance Group.